# Boris Stürmer

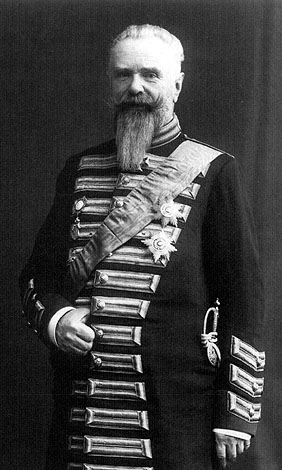
Boris Stürmer, 1913.

Boris Vladimirovitj Stürmer, född 27 juli 1848 i Sankt Petersburg, död 9 september 1917 i Petrograd, var en rysk ämbetsman, hovman och politiker. 
Stürmer var utbildad jurist från Sankt Petersburgs universitet och utnämndes 1894 till guvernör i Novgorod och två år senare i Jaroslavl. Därefter innehade han en rad höga poster inom rysk förvaltning och tjänstgjorde bland annat på inrikesministeriet under Vjatjeslav von Plehve. Stürmer var konservativ, hängiven anhängare till monarkin och stod hovets gunstling Grigorij Rasputin nära. I januari 1916 utsågs han till premiärminister och var samtidigt, från mars, inrikesminister och, från juli, utrikesminister. Stürmers regering var mycket impopuär och i november höll Pavel Miljukov, ledaren för kadettpartiet, ett beryktat tal i duman där han anklagade Stürmer för högförräderi och samarbete med Tyskland. Frågan var mycket känslig mot bakgrund av hans tyskklingande efternamn och det pågående Första världskriget. Efter anklagelsen, som Miljukov senare erkände var helt grundlös, krävde Stürmer att tsar Nikolaj II skulle upplösa duman. Men efter fortsatt hård kritik mot regeringen och ytterligare motgångar i kriget tvingades tsaren istället att avskeda Stürmer den 19 november och ersätta honom med den mer liberalt sinnade Aleksandr Trepov. Efter februarirevolutionen 1917 arresterades Stürmer av den provisoriska regeringen och sattes i fängelse i Peter-Paulfästningen där han avled i september. 